# Falcileptoneta striata
Falcileptoneta striata là một loài nhện trong họ Leptonetidae.
Loài này thuộc chi Falcileptoneta. Falcileptoneta striata được miêu tả năm 1952 bởi Oi.